# Солонников, Александр Николаевич
Александр Николаевич Солонников — советский хозяйственный, государственный и политический деятель.

## Биография
Родился в 1905 году. Член КПСС.
С 1922 года — на хозяйственной, общественной и политической работе. В 1922—1965 гг. — слесарь, инженерный и руководящий работник в промышленности города Ленинграда, заместитель директора, директор завода № 628, директор завода в Ленинграде, первый секретарь Петроградского райкома КПСС города Ленинграда, заместитель председателя Ленинградского горисполкома.
Делегат XX съезда КПСС.
Умер после 1965 года.